# Indama Tadjrahona Al Ayam
Indama tajrahona al ayam (en arabe : عندما تجرحنا الأيام) est une série télévisée algérienne réalisée par Amar Sifodil, écrite par Houria Khedir et produite par l'EPTV. Elle a été diffusée pour la première fois sur la chaîne publique TV1 en 2022.

## Fiche technique
- Titre : Indama Tajrahona Al Ayam
- Réalisation : Amar Sifodil
- Scénario et dialogues : Houria Khedir
- Assistant réalisateur : Fateh Rabia
- Diffusion : EPTV
- Production : Télévision Algérienne
- Directeur de production : Hamid Imerzoukene
- Photographie : Hamid Aktouf
- Montage : Houssem Eddine Rais
- Musique : Yanis Djama
- Son : Mohamed Redha Belazoughi
- Pays d'origine : Algérie
- Durée : 30 épisodes x 45 minutes
- Date de diffusion : 2022

## Distribution
- Mustapha Laribi : Khaled
- Aziz Boukrouni : Nacer
- Zakaria Benmohamed : Redouane
- Assma Mehdjan : Ouafa
- Imen Noel : Raouia
- Nassima Chems : Jamila
- Abdelkrim Beriber : Hamdi